# Aline Friess
Aline Friess (Obernai, 5 luglio 2003) è una ginnasta francese, membro della nazionale francese di ginnastica artistica.

## Carriera

### 2021: Olimpiadi di Tokyo
A giugno viene scelta per partecipare ai Giochi olimpici di Tokyo 2020, insieme a Marine Boyer, Melanie de Jesus dos Santos e Carolann Heduit.
Il 25 luglio prende parte alle Qualifiche, tramite le quali la Francia accede alla finale a squadre al quarto posto.
Il 27 luglio la Francia termina al sesto posto nella finale a squadre.